# Goiabada

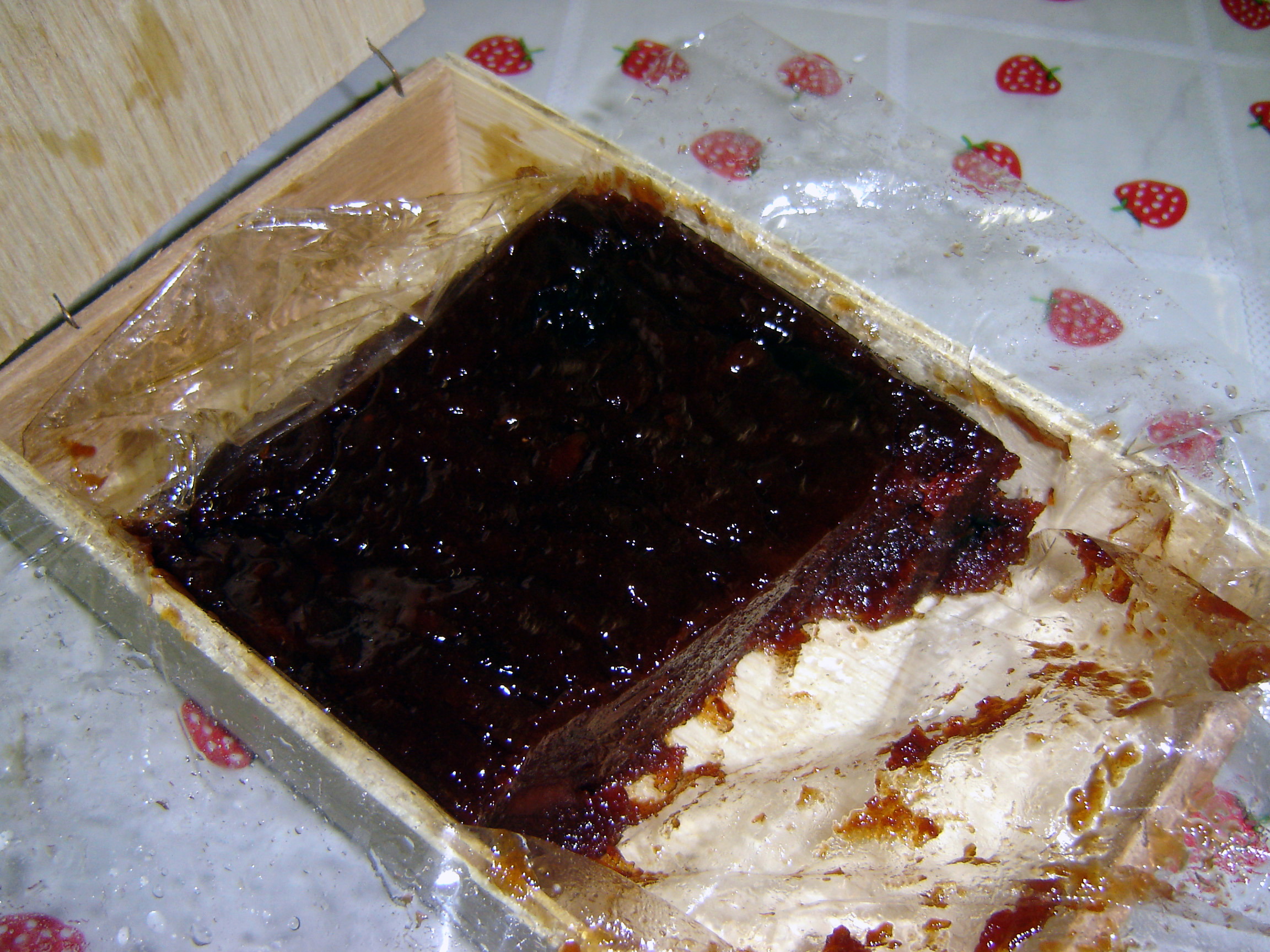
Goiabada embalada em caixa de madeira

A goiabada é um doce feito de goiaba típico da comida caipira, mas também é consumido em vários lugares do mundo. A goiabada surgiu no Brasil quando foi usada pelos colonos portugueses como substituto para confecionar a marmelada, e está associada à culinária tradicional dos estados de São Paulo, Minas Gerais e Paraná, e posteriormente, da região Nordeste e demais estados do Sudeste e Sul.
Como a marmelada, a goiabada é feita com uma consistência bastante firme, composto por goiaba, água e açúcar. A forma artesanal é normalmente apresentada em caixas de madeira e possui o formato de um tijolo que pode pesar até 30 quilos, mas também pode ser feita em forma de geléia. A forma industrializada vem em latas redondas.
Acompanhada de queijo, em especial o queijo minas, forma o Romeu e Julieta, tradicional sobremesa brasileira. Em alguns lugares, como o Nordeste do Brasil, a goiabada também é muito apreciada com nata, inspirando sorvetes, picolés, sacolés e outras iguarias.
A maior parte da produção de goiaba e goiabada do Brasil se encontra no estado de São Paulo, sendo a Predilecta a maior processadora do fruto.